# San Julián
San Julián – miasto w Boliwii, położone we wschodniej części departamentu Santa Cruz.

## Opis
Miejscowość została założona w 1989 roku.Przez miasto przebiega droga krajowa RN9.

## Demografia
Źródło.